# Serie B 2021/2022
Soutěžní ročník Serie B 2021/22 je 90. ročník druhé nejvyšší italské fotbalové ligy. Soutěž začala 20. srpna 2021 a skončila 6. května 2022. Zúčastnilo se jí 20 týmů; z toho se 14 kvalifikovalo z minulého ročníku (klub AC ChievoVerona ohlásil bankrot a místo něj zůstal v soutěži Cosenza Calcio), 3 ze Serie A a 4 ze třetí ligy. Nováčci ze třetí ligy jsou: Como 1907, AC Perugia Calcio, Ternana Calcio a US Alessandria Calcio 1912, která se vrátila po 46 letech.

## Tabulka
| Poř. | Tým                        | Z  | V  | R  | P  | VG | OG | B  |
| ---- | -------------------------- | -- | -- | -- | -- | -- | -- | -- |
| 1.   | US Lecce                   | 38 | 19 | 14 | 5  | 59 | 31 | 71 |
| 2.   | US Cremonese               | 38 | 20 | 9  | 9  | 57 | 39 | 69 |
| 3.   | AC Pisa 1909               | 38 | 18 | 13 | 7  | 48 | 35 | 67 |
| 4.   | AC Monza                   | 38 | 19 | 10 | 9  | 60 | 38 | 67 |
| 5.   | Brescia Calcio             | 38 | 17 | 15 | 6  | 55 | 35 | 66 |
| 6.   | Ascoli Calcio 1898 FC      | 38 | 19 | 8  | 11 | 52 | 42 | 65 |
| 7.   | Benevento Calcio           | 38 | 18 | 9  | 11 | 62 | 39 | 63 |
| 8.   | AC Perugia Calcio          | 38 | 14 | 16 | 8  | 40 | 32 | 58 |
| 9.   | Frosinone Calcio           | 38 | 15 | 13 | 10 | 58 | 45 | 58 |
| 10.  | Ternana Calcio             | 38 | 15 | 9  | 14 | 58 | 61 | 54 |
| 11.  | AS Cittadella              | 38 | 13 | 13 | 12 | 38 | 36 | 52 |
| 12.  | Parma Calcio 1913          | 38 | 11 | 16 | 11 | 48 | 43 | 49 |
| 13.  | Como 1907                  | 38 | 11 | 14 | 13 | 49 | 54 | 47 |
| 14.  | Reggina 1914               | 38 | 13 | 9  | 16 | 31 | 49 | 46 |
| 15.  | S.P.A.L.                   | 38 | 9  | 15 | 14 | 46 | 54 | 42 |
| 16.  | Cosenza Calcio             | 38 | 8  | 11 | 19 | 36 | 59 | 35 |
| 17.  | L.R. Vicenza Virtus        | 38 | 9  | 7  | 22 | 38 | 59 | 34 |
| 18.  | US Alessandria Calcio 1912 | 38 | 8  | 10 | 20 | 37 | 59 | 34 |
| 19.  | Crotone FC                 | 38 | 4  | 14 | 20 | 41 | 61 | 26 |
| 20.  | Pordenone Calcio           | 38 | 3  | 9  | 26 | 29 | 71 | 18 |

|  | Přímý postup do Serie A 2022/23 |
|  | Play off                        |
|  | Přímý sestup do Serie C 2022/23 |

## Play off
Boj o postupující místo do Serie A.

### Předkolo
Ascoli Calcio 1898 FC - Benevento Calcio 0:1 

Brescia Calcio - AC Perugia Calcio 3:2 v prodl.

### Semifinále
Benevento Calcio - AC Pisa 1909 1:0 a 0:1 

Brescia Calcio - AC Monza 1:2 a 1:2

### Finále
AC Pisa 1909 - AC Monza 1:2 a 3:4 v prodl.
Poslední místo pro postup do Serie A 2022/23 vyhrál tým AC Monza.

## Play out
L.R. Vicenza - Cosenza Calcio 1:0 a 0:2
Klub L.R. Vicenza sestoupil do 3. ligy.

## Střelecká listina
| P. | Nár         | Hráč               | Tým         | Branky |
| -- | ----------- | ------------------ | ----------- | ------ |
| 1. | Itálie      | Massimo Coda       | Lecce       | 20     |
| 2. | Itálie      | Alfredo Donnarumma | Ternana     | 14     |
| 2. | Brazílie    | Gabriel Strefezza  | Lecce       | 14     |
| 2. | Argentina   | Franco Vázquez     | Parma       | 14     |
| 5. | Itálie      | Simone Corazza     | Alessandria | 12     |
| 6. | Chorvatsko  | Mirko Marić        | Crotone     | 11     |
| 6. | Itálie      | Gianluca Lapadula  | Benevento   | 11     |
| 6. | Portugalsko | Dany Mota          | Monza       | 11     |